# Президентские выборы в Мавритании (2019)
Президентские выборы в Мавритании прошли 22 июня 2019 года. В результате победу одержал бывший министр обороны Мухаммед ульд аш-Шейх аль-Газуани, одержавший победу в первом туре, получив 52 % голосов избирателей. Оппозиция отвергла результаты, заявив, что это «ещё один военный переворот». 1 июля 2019 года Конституционный совет Мавритании подтвердил победу Газуани и отверг заявления оппозиции.
Поскольку президент Мохаммед Ульд Абдель-Азиз не был кандидатом в президенты, выборы 2019 года стали первым мирным переходом власти в Мавритании со времени объявления независимости от Франции в 1960 году.

## Результаты
| Кандидат                                                         | Партия                               | Голоса    | %     |
| ---------------------------------------------------------------- | ------------------------------------ | --------- | ----- |
| Мухаммед ульд аш-Шейх аль-Газуани                                | Союз за республику                   | 483 312   | 52,01 |
| Бирам Ульд Дах Ульд Абейд                                        | независимый                          | 172 656   | 18,58 |
| Сиди Мохамед ульд Бубакар                                        | независимый                          | 166 058   | 17,87 |
| Кан Амиду Баба                                                   | независимый                          | 80 916    | 8,71  |
| Мохамед ульд Мулуд                                               | Объединение демократических сил      | 22 695    | 2,44  |
| Мохамед Лемин аль-Муртази аль-Вафи                               | независимый                          | 3676      | 0,40  |
| Недействительных/пустых бюллетеней                               | Недействительных/пустых бюллетеней   | 38 284    | -     |
| Всего                                                            | Всего                                | 967 594   | 100   |
| Зарегистрированных избирателей/ Явка                             | Зарегистрированных избирателей/ Явка | 1 544 132 | 62,66 |
| Источник: CENI Архивная копия от 28 июня 2019 на Wayback Machine |                                      |           |       |